# Distortion (сингл)
Distortion (Дисто́ршн) — это песня японской каваии-метал группы Babymetal. Впервые песня была выпущена в виде цифрового сингла 8 мая 2018 года для продвижения тура Babymetal World Tour 2018, а затем была выпущена в виде физического 12-дюймового релиза в Record Store Day 23 ноября 2018 года компаниями BMD Fox Records, earMusic и Babymetal Records.

## Создание и релиз
27 февраля 2018 года Babymetal объявили о своём предстоящем туре Babymetal World Tour 2018. 1 апреля 2018 года Babymetal выложили тизер к Metal Resistance Episode VII под названием «The Revelation», который намекнул на присутствие тёмной стороны, состоящей из «семи металлических духов». Упомянутые духи были замечены в клипе на песню «Distortion», загруженном 7 мая 2018 года, представляя собой Апокриф Babymetal, и на следующий день песня была распространена в iTunes Store, Apple Music, Spotify и других сервисах распространения музыки. Это был первый релиз группы после смерти гитариста Kami Band Микио Фудзиоки 5 января 2018 года.
28 сентября 2018 года Babymetal объявили о выпуске 12-дюймового винилового сингла, который будет выпущен по всему миру в Record Store Day 23 ноября 2018 года. Сингл включал живое исполнение песни на Download Festival в качестве би-сайда, а японское ограниченное издание включало обложку, отличающуюся от обложки, выпущенной в других регионах.
Moametal предпочитает начало песни, чтобы «поднять [её] вверх», а также интерлюдию, чтобы обеспечить призыв и отклик аудитории.
Песня была переиздана в рамках альбома группы Metal Galaxy с дополнительным вокалом фронтвумен Arch Enemy Алиссы Уайт-Глаз. Это последняя песня с участием Юи Мидзуно на бэк-вокале.

## Композиция
«Distortion» — это мелодия в стиле спид-метал, состоящая из «визжащих, грохочущих гитар», «металкор-подобные чаг-риффы» и запоминающийся припев, быстро переключающийся между «тяжёлым» и «сладким», и в результате получилась «более тёмная», более зрелая песня по сравнению с предыдущей музыкой, выпущенной группой.

## Реакция
«Distortion» дебютировал на шестой позиции в Billboard Japan Hot 100 за неделю 21 мая 2018 года. Благодаря тому, что песня была выпущена исключительно в цифровом формате, она заняла второе место в чарте Oricon Digital Singles за неделю 21 мая 2018 года, количество скачиваний за первую неделю составило 16 468 копий. В США «Distortion» дебютировал на втором месте в чарте Billboard World Digital Songs за неделю 19 мая 2018 года.
После физического релиза «Distortion» песня заняла 42 место в чарте Oricon Singles за неделю 3 декабря 2018 года с продажами первой недели в количестве 1 791 копия. 25 мая 2021 года Kerrang! поставил песню на 8 место в списке «20 лучших песен Babymetal».

## Видеоклип
Музыкальное видео было выпущено 7 мая 2018 года. В видео представлена «нераскрытая Тёмная сторона, апокриф» истории Metal Resistance с участием Избранной Семёрки (англ. The Chosen Seven), о которой говорилось в тизере, в мире, где «сила искажается во времени и пространстве». Воин изображён сражающимся против «страшных фигур, скрытых в тенях» и борющимся с тьмой. Участники Babymetal не появляются в клипе.

## Живое выступление
Песня «Distortion» была впервые исполнена вживую в первый день тура группы Babymetal World Tour 2018 в Аптаун-Театре в Канзас-Сити, штат Миссури, 8 мая 2018 года, вместе с премьерой других новых песен. Примечательно, что Yuimetal отсутствовала на всём шоу, о чём не было сказано до выступления. Живое исполнение песни на Download Festival 2018 было загружено на YouTube 28 сентября 2018 года, которое позже было выпущено в аудио-форме в качестве би-сайда к виниловому синглу.

## Список треков и форматов
Цифровое издание
- «Distortion» — 3:05

12" сингл
- Сторона A. «Distortion»
- Сторона B. «Distortion» (живое выступление на Download Festival 2018)

## Чарты
Недельные чарты
| Чарт (2018)                            | Высшая позиция |
| -------------------------------------- | -------------- |
| Япония (Billboard)                     | 6              |
| Япония (Oricon)                        | 42             |
| Япония (Japan Digital Singles Oricon)  | 2              |
| США (US World Digital Songs Billboard) | 2              |

Ежедневные чарты
| Чарт (2018)     | Наивысшая позиция |
| --------------- | ----------------- |
| Япония (Oricon) | 8                 |

## История релиза
| Регион         | Дата           | Формат           | Лейбл                                     | Тип издания    |
| -------------- | -------------- | ---------------- | ----------------------------------------- | -------------- |
| Япония         | 8 мая 2018     | Цифровое издание | Amuse, Inc. Toy's Factory                 | Стандартное    |
| Европа         | 8 мая 2018     | Цифровое издание | earMusic                                  | Стандартное    |
| Мир            | 8 мая 2018     | Цифровое издание | Babymetal Records Cooking Vinyl           | Стандартное    |
| Япония         | 23 ноября 2018 | 12"              | BMD Fox Records Toy's Factory Amuse, Inc. | Лимитированное |
| Великобритания | 23 ноября 2018 | 12"              | earMusic                                  | Лимитированное |
| Канада         | 23 ноября 2018 | 12"              | Babymetal Records Cooking Vinyl           | Лимитированное |
| США            | 23 ноября 2018 | 12"              | Babymetal Records Cooking Vinyl           | Лимитированное |